# تشيستر نيمتز

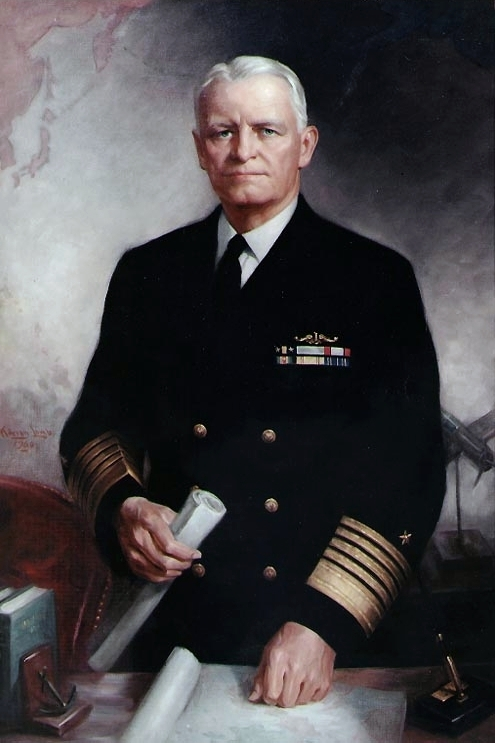

تشيستر نيمتز (بالإنجليزية: Chester William Nimitz)‏ هو آمر الأسطول الأمريكي في المحيط الهادئ إبان الحرب العالمية الثانية.

## روابط خارجية
- تشيستر نيمتز على موقع IMDb (الإنجليزية)
- تشيستر نيمتز على موقع الموسوعة البريطانية (الإنجليزية)
- تشيستر نيمتز على موقع مونزينجر (الألمانية)
- تشيستر نيمتز على موقع إن إن دي بي (الإنجليزية)